# Antitrogus costai
Antitrogus costai är en skalbaggsart som beskrevs av Peter Geoffrey Allsopp 1993. Antitrogus costai ingår i släktet Antitrogus och familjen Melolonthidae. Inga underarter finns listade i Catalogue of Life.